# John Wrottesley (8e baronnet)
Pour les articles homonymes, voir John Wrottesley.
John Wrottesley, 8e baronnet (22 décembre 1744 - 23 avril 1787), de Wrottesley Hall dans le Staffordshire, est un officier de l'armée britannique et un homme politique qui siège à la Chambre des communes de 1768 à 1787.

## Biographie

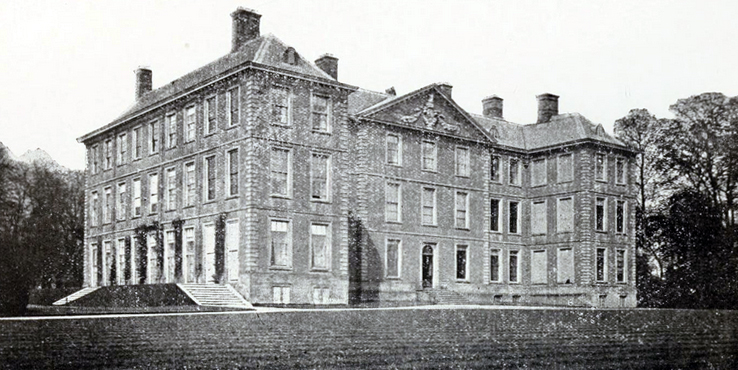
Wrottesley Hall

Il est le fils aîné du révérend Richard Wrottesley (7e baronnet), doyen de Worcester et de Mary, fille de John Leveson-Gower (1er comte Gower). Ce grand-père est à la tête de la plus puissante dynastie politique whig du Staffordshire, basée à Trentham Hall : les Leveson-Gower contrôlent un certain nombre de sièges à la Chambre des communes non réformée. En 1754, Gower meurt et son oncle, Granville Leveson-Gower (1er marquis de Stafford) lui succède.
Wrottesley se décide pour une carrière dans l'armée: il est nommé enseigne dans le Coldstream Guards en 1761 et muté comme capitaine au 85e régiment d'infanterie l'année suivante. De 1766 à 1767, il est écuyer du duc d'York.
Les relations politiques de Wrottesley sont renforcées lorsque son oncle, Gower, rejoint le Cabinet en tant que Lord président du Conseil en 1767, puis deux ans plus tard, lorsque sa sœur épouse le Premier ministre, le duc de Grafton. Cependant, Gower et Grafton appartenaient à différentes factions, souvent concurrentes, de la coalition en mutation qui constitue le parti Whig.

## Carrière politique
Il est nommé candidat aux Élections générales britanniques de 1768 par le comte Gower au poste de député de Newcastle-under-Lyme. L'arrondissement est considéré comme appartenant à la famille Gower Leveson, qui possède une grande partie de la propriété et permet aux locataires de générer de sérieux arriérés, tout en offrant une hospitalité somptueuse lors des élections. Cependant, l'arrondissement a un grand électorat et a récemment été un peu moins à l'aise avec l'émergence d'un groupe électoral mécontent qui a invité Robert Clive à contester la participation majoritaire. La candidature échoue et Wrottesley est élu sans opposition, aux côtés d'Alexander Forrester, membre clé de la faction bedfordite des Whigs conservateurs, placé à la demande du duc lui-même. Les Gowers sont maintenant étroitement liés à la faction du duc de Bedford, qui doivent déterminer l'essentiel de la carrière parlementaire de Wrottesley.
Seulement un mois après les élections, un poste vacant est apparu dans le Staffordshire, lorsqu'un député, George Grey (5e comte de Stamford), succède à son père comme comte de Stamford. Grey est nommé par Gower dans cette circonscription, où, par accord informel, les Gowers nomment un député, tout en laissant l’autre siège à l’un des gentilshommes fonciers locaux. Wrottesley démissionne quelques mois plus tard de son siège. Gower le nomme au poste de député de Staffordshire le 5 juillet 1768. Il représente le comté pour le reste de sa vie, étant toujours réélu sans opposition.
Au début, Wrottesley vote presque toujours avec le gouvernement. Pendant ses deux premières années au Parlement, Wrottesley, les Gowers et les autres Bedfordites sont impliqués dans l'administration Whig de son beau-frère, Grafton, ami et partisan de William Pitt, premier comte de Chatham. Les Chathamites sont favorables à une politique coloniale agressive et anti-française, et Wrottesley fait sa carrière militaire dans la poursuite de leurs objectifs. Face aux tensions en Amérique du Nord, les Chathamites ont tendance à sympathiser avec les colons. Les whigs bedfordites adoptent de plus en plus la position opposée. Sous l'administration conservatrice de Frederick North, à partir de 1770, les Bedfordites forment une coalition avec les Tories. Wrottesley et le reste des clients de Gower changent de camp, soutenant une ligne dure contre les Américains ayant conduit à la Guerre d'indépendance des États-Unis. Gower prend la direction de la faction à la mort de Bedford en 1771. Wrottesley est toujours membre de l'armée et en 1770, il est promu lieutenant-colonel. Lorsque les hostilités éclatent en 1775, il rejoint son régiment et conserve son siège au Parlement.
Wrottesley sert pendant trois ans pendant la guerre et rentre en Angleterre en 1778. A cette époque, la France est officiellement intervenue dans la guerre aux côtés des Américains. Wrottesley prononce son premier discours parlementaire après son retour le 26 novembre 1778, lors du débat sur le discours qui suit le discours du Trône à l'ouverture du Parlement.
Dans un discours prononcé en décembre, il précise sa position, affirmant que les forces britanniques sont trop largement réparties et que les voies de communication sont trop étendues pour permettre une action offensive. Il n'est pas pour un retrait immédiat mais il est trop tard pour une action offensive. Pendant un an, il n’est pas allé plus loin dans ses critiques et soutient le gouvernement dans la plupart des votes. Cependant, dans un discours du 6 décembre 1779, il adopte une position beaucoup plus critique.
L'évolution de Wrottesley suit de près celle des Bedfordites en général. À la fin de 1779, Gower conduit l'ensemble de la faction hors de l'alliance avec North, précipitant la fin du gouvernement et de la guerre. Cependant, Wrottesley continue d'appuyer le gouvernement en général, votant contre les mesures de l'opposition visant à contrôler les dépenses de la maisonnée royale, mais il critique la politique du gouvernement en Irlande, avertissant qu'il risque de commettre les mêmes erreurs qu'en Amérique.
Le 12 décembre 1781, Wrottesley vote contre une motion de Sir James Lowther (1er comte de Lonsdale), visant à mettre fin à la guerre, se déclarant contre le désistement total impliqué dans la motion. Cependant, le 22 février 1782, Henry Seymour Conway, un vétéran de la guerre de Succession d'Autriche et de la guerre de Sept Ans, propose une motion contre la guerre. Wrottesley vote pour, mais il est battu par la plus petite marge possible: 194 voix contre 193. Cinq jours plus tard, Conway présente une motion similaire, toujours avec le soutien de Wrottesley, qui est adoptée par 234 voix contre 215. Le 15 mars, Wrottesley vote également pour la motion de censure de l'administration de North présentée par Sir John Rous, qui renverse finalement le gouvernement.
La chute de North amène un gouvernement dominé par les Whigs de Rockingham , qui se sont toujours opposés à la guerre d'indépendance américaine. Cependant, la mort inattendue de Rockingham en juillet amène Lord Shelburne à tenter de maintenir une coalition instable pour mettre fin à la guerre. Wrottesley vote en faveur des mesures préliminaires prises par Shelburne en faveur de la paix le 18 février 1783 - dans le cadre d'un rassemblement de membres indépendants qui permet la poursuite des négociations. Par la suite, Wrottesley semble avoir fait un pas en arrière par rapport à la ligne de front de la politique. Il s'abstient de voter sur les mesures clés proposées par la coalition Fox-North qui remplacent le ministère de Shelburne. Il apporte son soutien général à William Pitt le Jeune lorsqu'il devient Premier ministre à la fin de 1783.
La carrière militaire de Wrottesley progresse tout aussi bien lorsqu'il est à la Chambre des communes que lorsqu'il est sur le terrain. Promu colonel en 1779 et major général en 1782, il est nommé colonel du 45e régiment d'infanterie en 1784. Il meurt en 1787 à l'âge de 42 ans.

## Famille
Il devient baronnet à la mort de son père le 20 juillet 1769. Il épouse Frances Courtenay, fille de William Courtenay (1er vicomte Courtenay), en 1770, et ils ont dix enfants, notamment son héritier, John Wrottesley (1er baron Wrottesley), qui lui succède comme neuvième baronnet et est ensuite élevé à la pairie sous le nom de baron Wrottesley.

## Sources
- John Burke, Dictionnaire général et héraldique de la pairie et du baronnement de l'empire britannique (Londres: Henry Colburn et Richard Bentley, 1832)
- Lewis Namier & John Brooke, Histoire du Parlement: La Chambre des communes, 1754-1790 (Londres, HMSO, 1964)